# Polyporus squamosus
Polyporus squamosus (William Hudson, 1778 ex Elias Magnus Fries (1821)  sin. Cerioporus squamosus (William Hudson, 1778 ex Lucien Quélet) (1886), din încrengătura Basidiomycota în familia Polyporaceae și de genul Polyporus, este numit în popor buretele nucului, bureți negrii, burete păstrăv/bureți păstrăvi, ciupercă păstrăv, nucari, păstrăv de fag, păstrăv de nuc, păstrăvei, peștișori, urechea nucului sau urechea ulmului. El este o specie de ciuperci comestibile, fiind, când apare pe trunchiuri aflați în putrefacție, un saprofit, dar în primul rând un parazit. Atunci produce o distrugere frapantă și pricinuiește importante pagube, provocând putregaiul alb al lemnului. Se dezvoltă în România, Basarabia și Bucovina de Nord, crescând solitar sau în grupuri, deseori etajat unul peste altul, în păduri de foioase, mixte și parcuri pe arbori cu lemn de esență tare, în special pe nuci fagi și ulmi, de la câmpie la munte, dar mereu pe vreme umedă, din (aprilie) mai până iunie și încă odată din septembrie până octombrie (noiembrie).

## Descriere

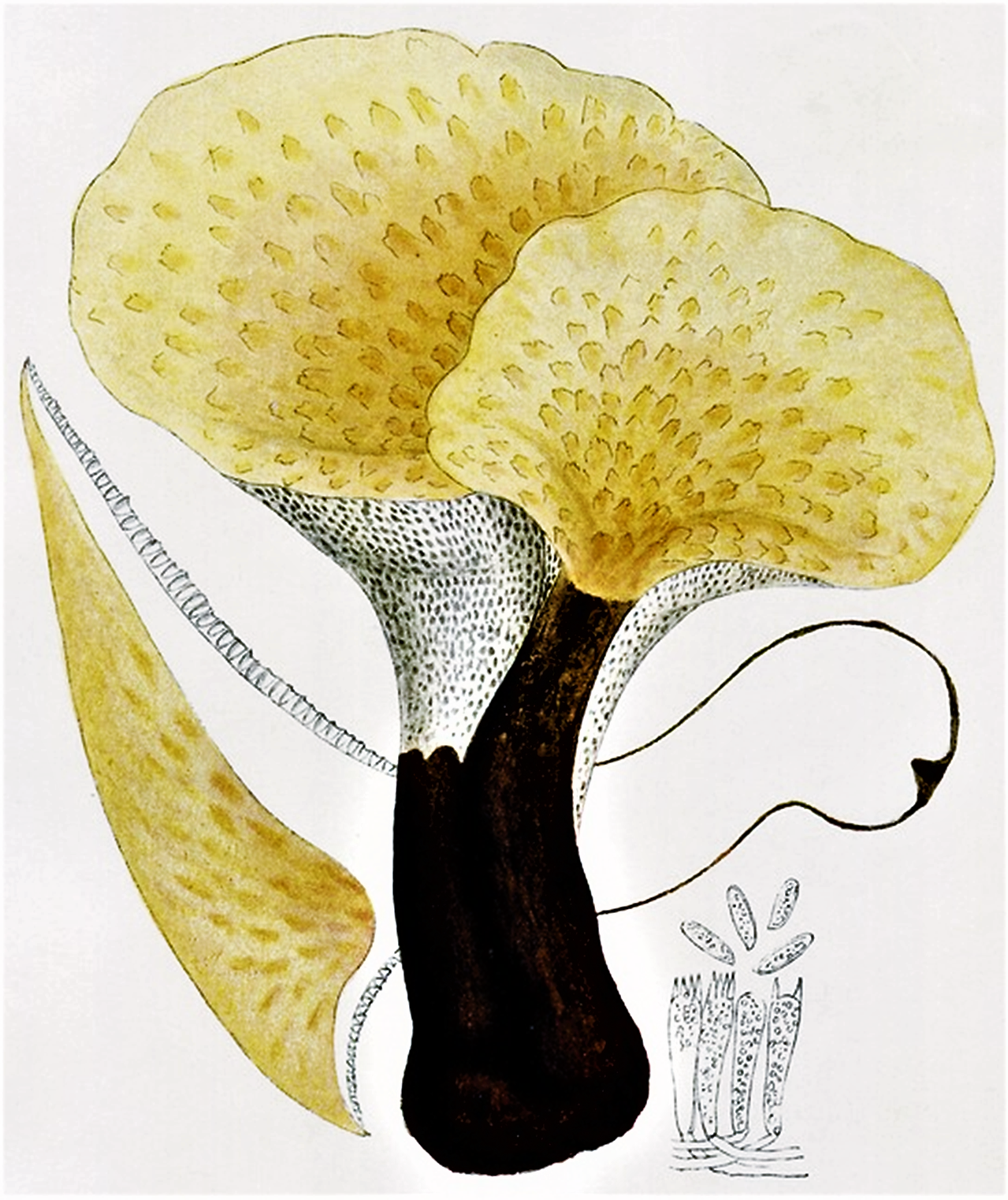
Bres.: P. squamosus

- Pălăria: are un diametru de 10-40 (60) cm, este la început cărnoasă, plată cu marginea răsucită în jos, apoi ia formă de pâlnie în zona de inserție a piciorului, devenind destul de subțire la periferie, atunci mai întâi gomoasă și în sfârșit lemnoasă. Buretele arată de sus reniform sau ca un evantai respectiv o scoică uriașă. Cuticula este netedă și galbenă până palid maronie, acoperită cu numeroși solzi maronii, dispuși în șiruri concentrice.
- Tuburile și porii: Sporiferele au o lungime maximală de 1 cm și sunt decurente la picior. Coloritul este albui în tinerețe, dar se schimbă spre bătrânețe din ce în ce mai puternic la cel a cojii de alună. Porii alb-gălbui sunt inițial foarte mici, deseori presărați cu multe picături de apă, la maturitate mari, unghiulari și zimțați.
- Piciorul: are o grosime de 2-6 (8) cm, este destul de tare, alb, tânăr brumat, apoi neted, foarte gros, bont, ghemuit și plin, fiind în mod normal prins de pălărie în poziție excentrică, rar centrală. În vârstă înaintată baza se înnegrește, deseori până peste mijlocul trunchiului.
- Carnea: este la exemplarele tinere elastică și moale, dar pe măsură ce se maturizează, devine din ce în ce mai gomoasă, capătă apoi o consistență ca pluta și este în sfârșit lemnoasă. Are un miros puternic făinos sau de pepene verde când buretele este tănăr. La bătrânețe miroase astringent a tanin. Gustul este plăcut și dulceag.[4][5][6]
- Caracteristici microscopice: are spori fusiformi, netezi cu pereți subțiri, neamiloidozi (nu se decolorează cu reactivi de iod) și alantoidei (anatidă = un principal produs final de degradare al acizilor nucleici, în special a bazelor de purină), cu o mărime de 10-14 x 4-5 microni. Pulberea lor este albă. Basidiile clavate cu 40-50 x 7-9 microni prezintă în regulă 4 sterigme, cestoide (celule de obicei izbitoare și sterile care pot apărea între basidii și himen, stratul fructifer) lipsesc.[7]
- Reacții chimice: nu sunt cunoscute.[8]

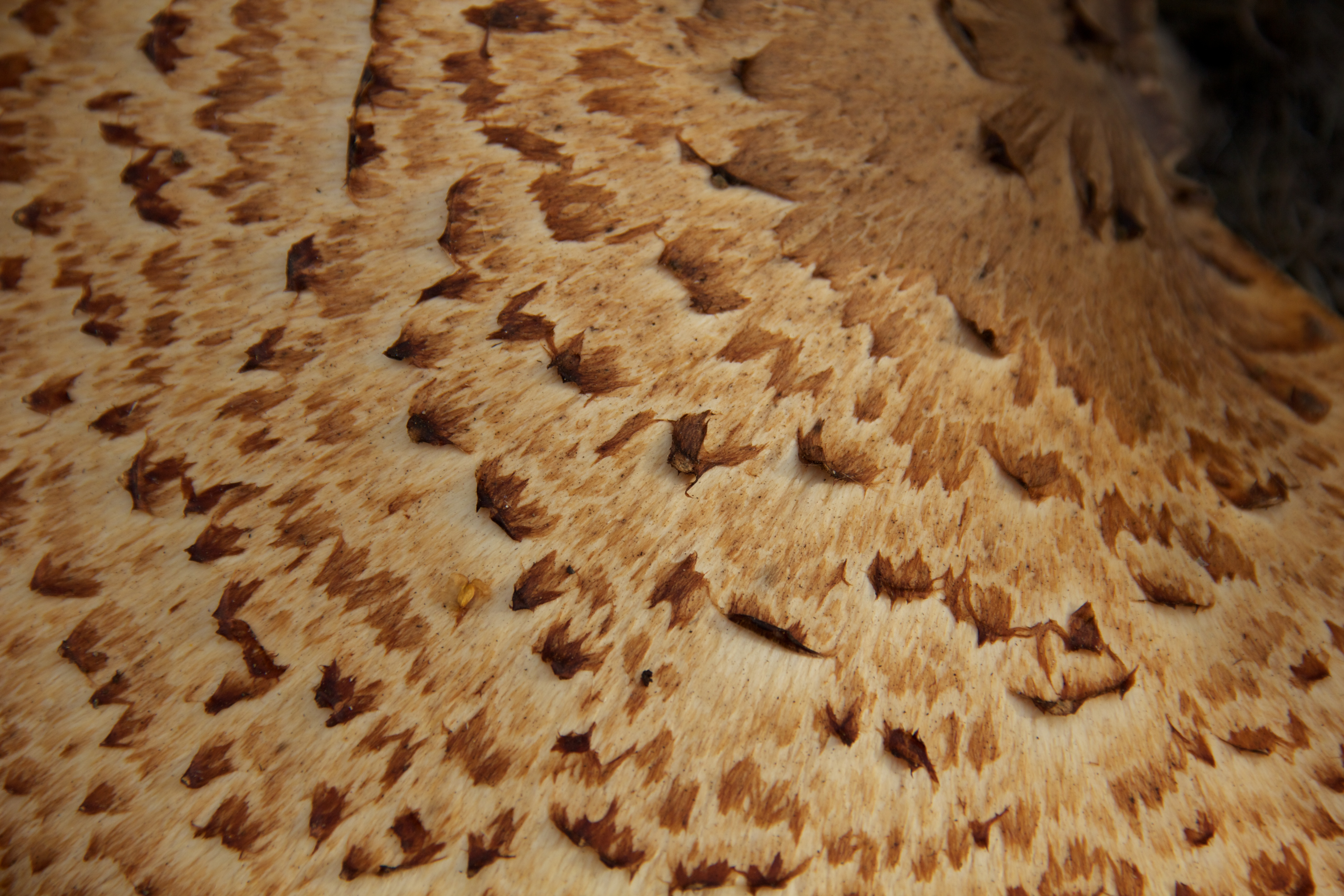
P. squamosus, solzi
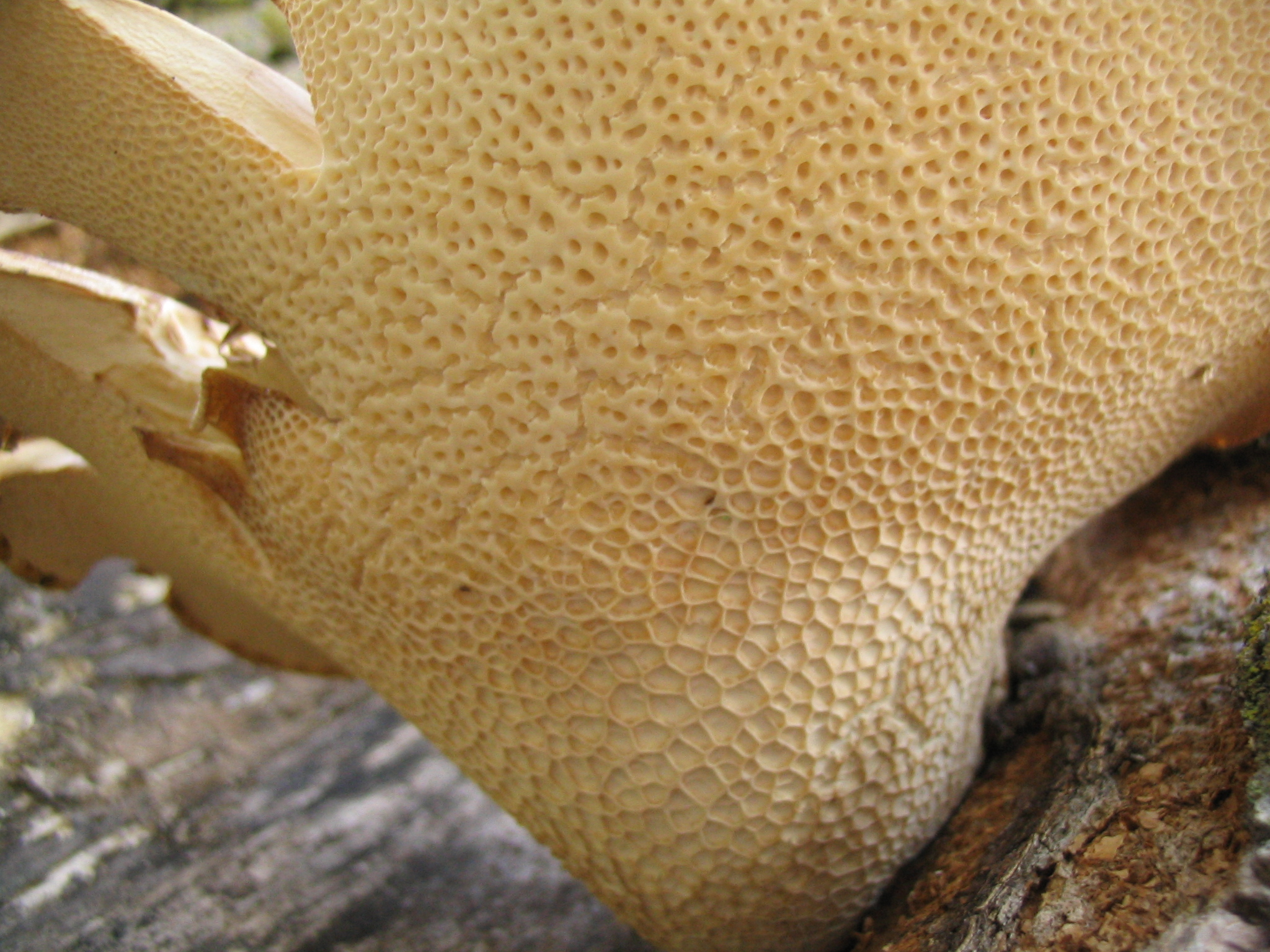
P. squamosus, pori
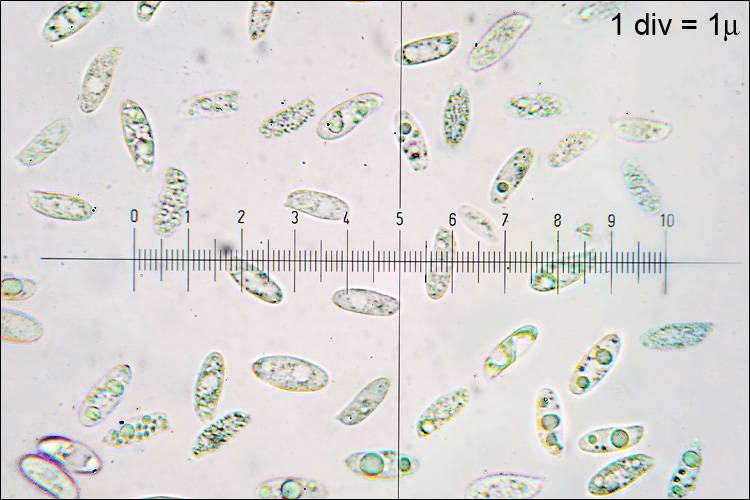
P. squamosus, spori
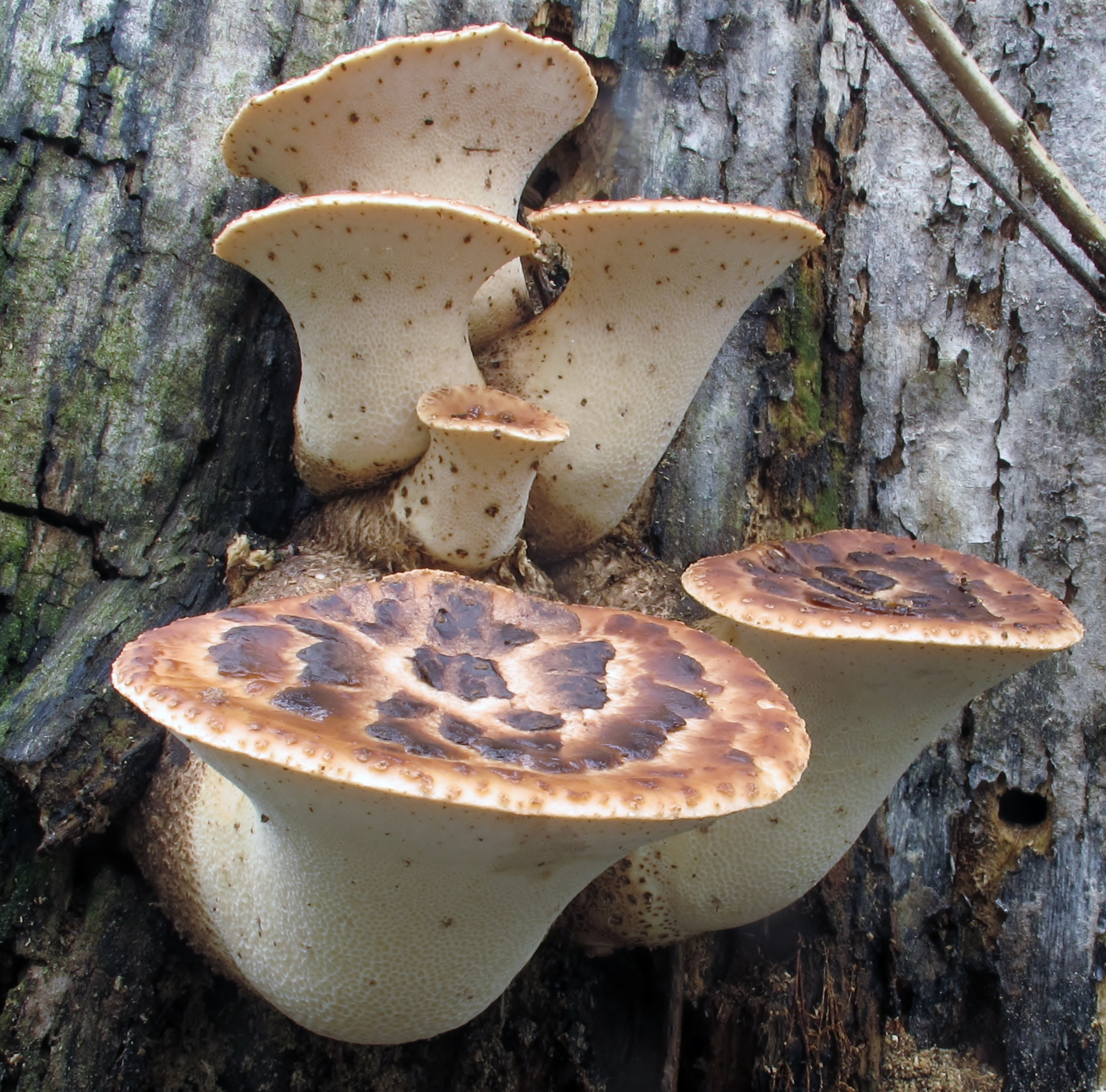
P. squamosus tineri
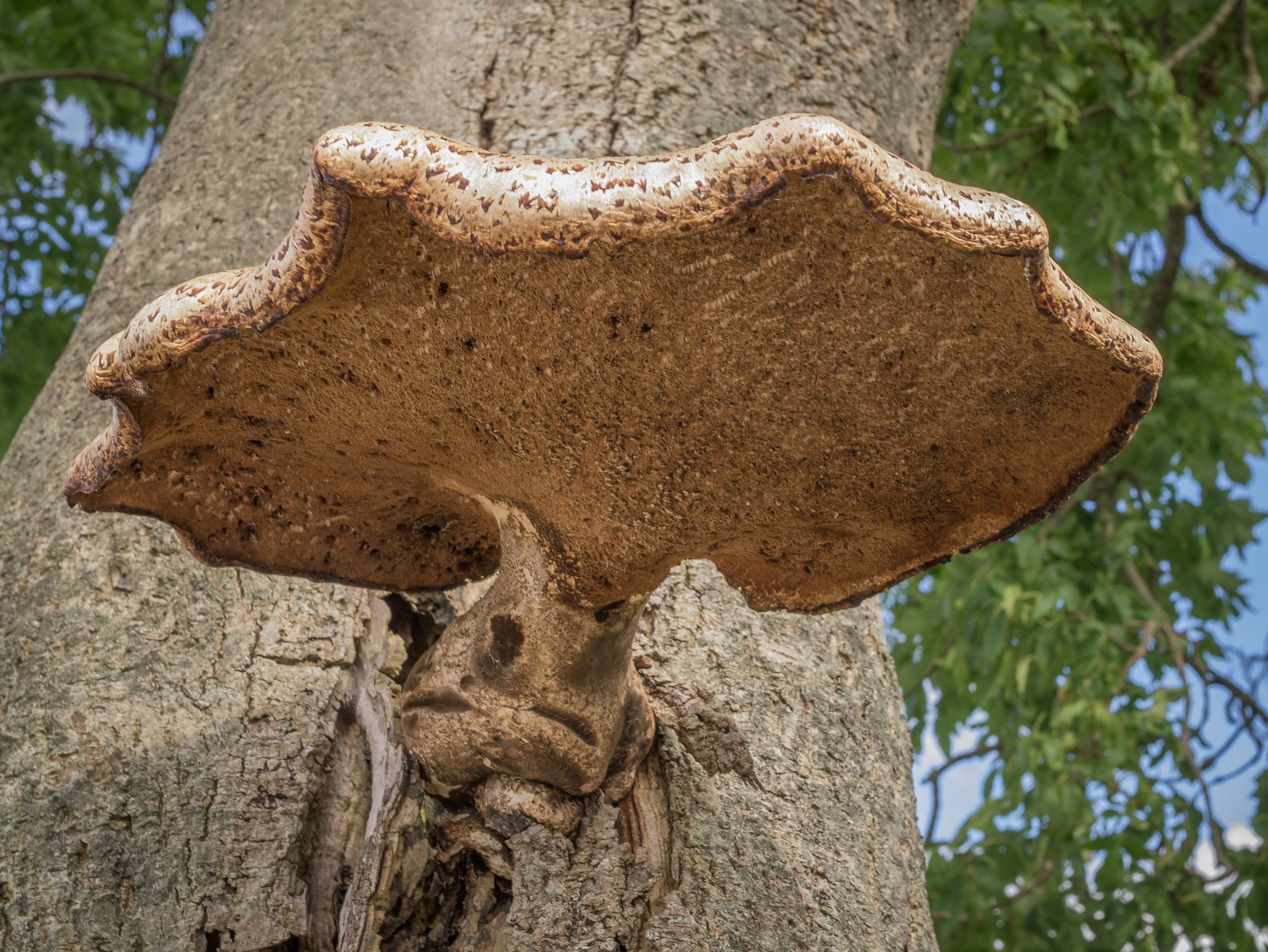
P. squamosus bătrân
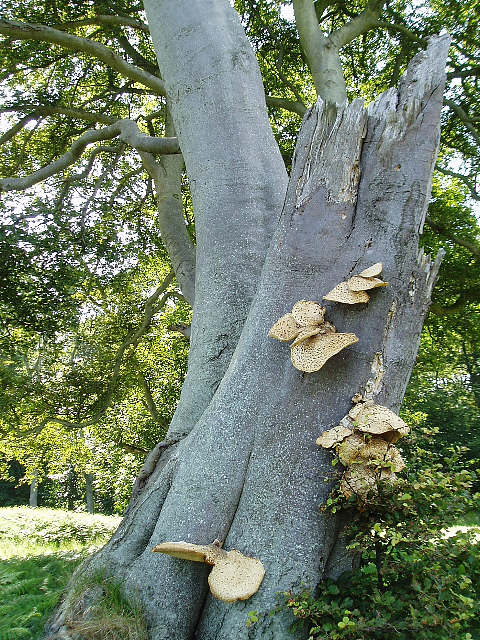
P. squamosus ca dăunător

## Confuzii
Datorită aspectului său semnificativ, păstrăvul de nuc poate fi confundat numai cu puține specii ale aceluiași gen, cum ar fi: Polyporus ciliatus sin. Polyporus brumalis (necomestibil), Polyporus craterellus sin. Polyporus picipes (necomestibil), Polyporus leptocephalus sin. Polyporus varius (necomestibil) si Polyporus tuberaster (comestibil) sau cu Meripilus giganteus (tânăr comestibil)
Începători ar putea să-l confundă cu tot comestibilul Sarcodon imbricatus care însă crește pe sol și are țepi pe dedesubt.

## Specii asemănătoare

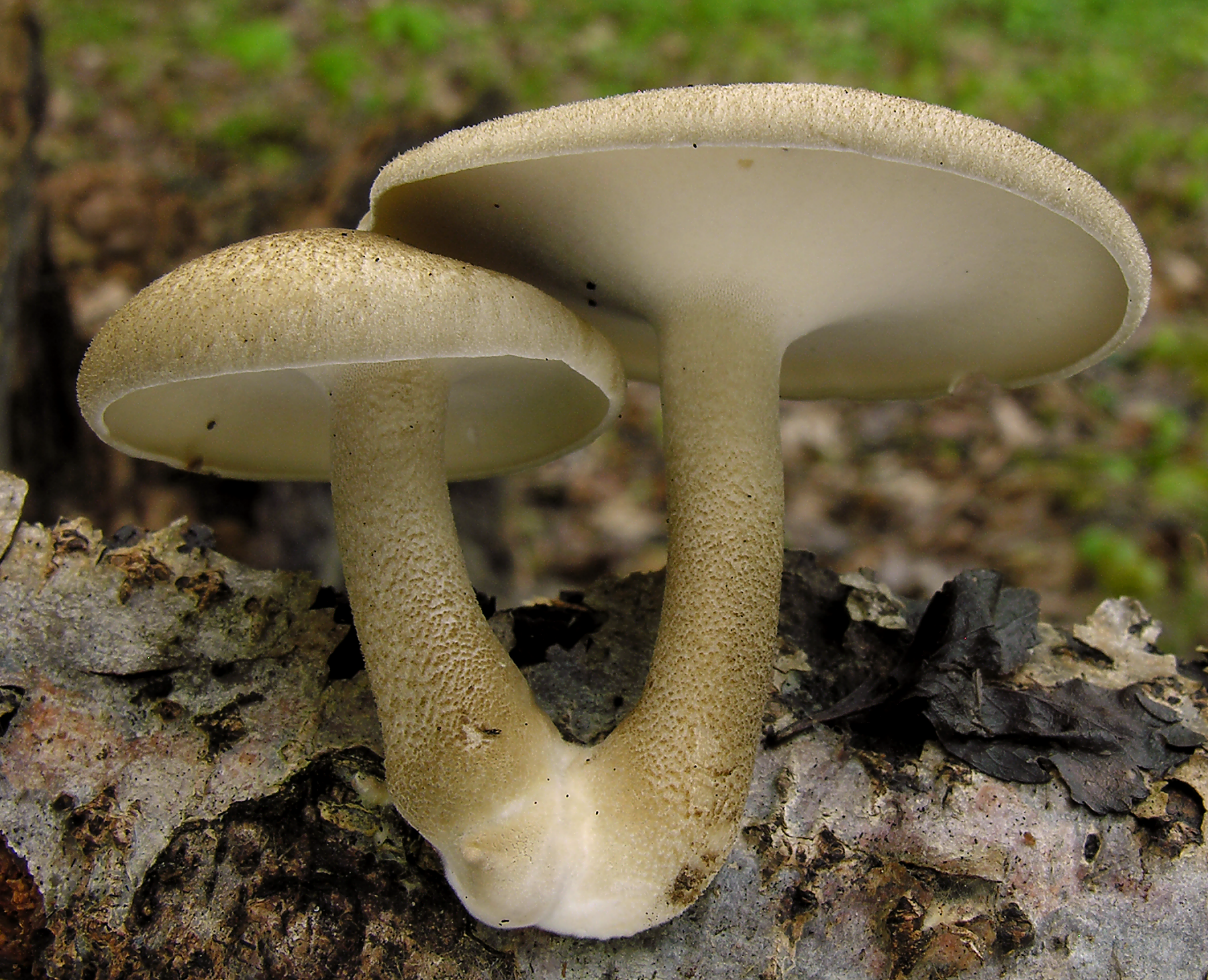
Polyporus ciliatus sin. brumalis
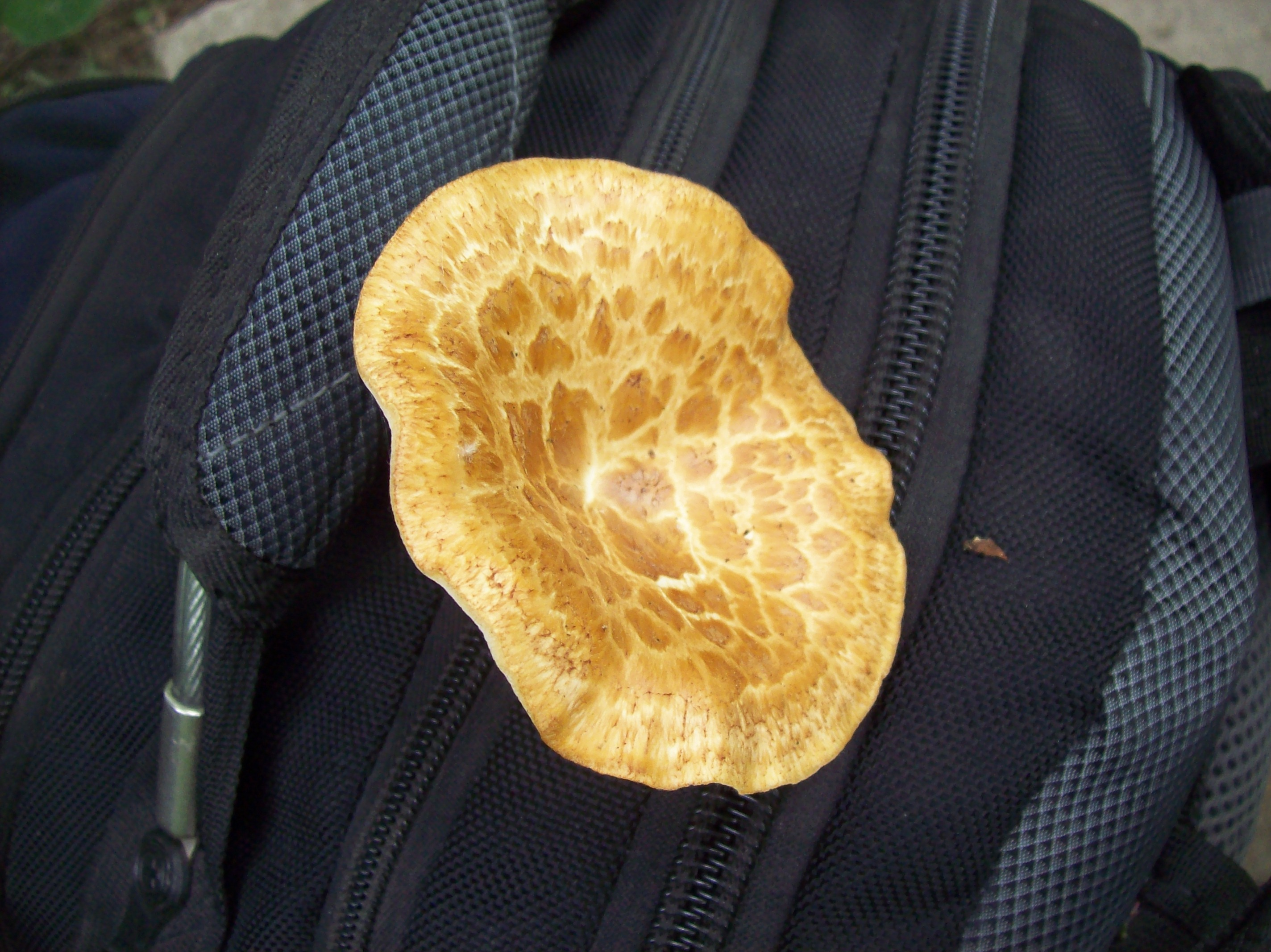
Polyporus craterellus sin. picipes
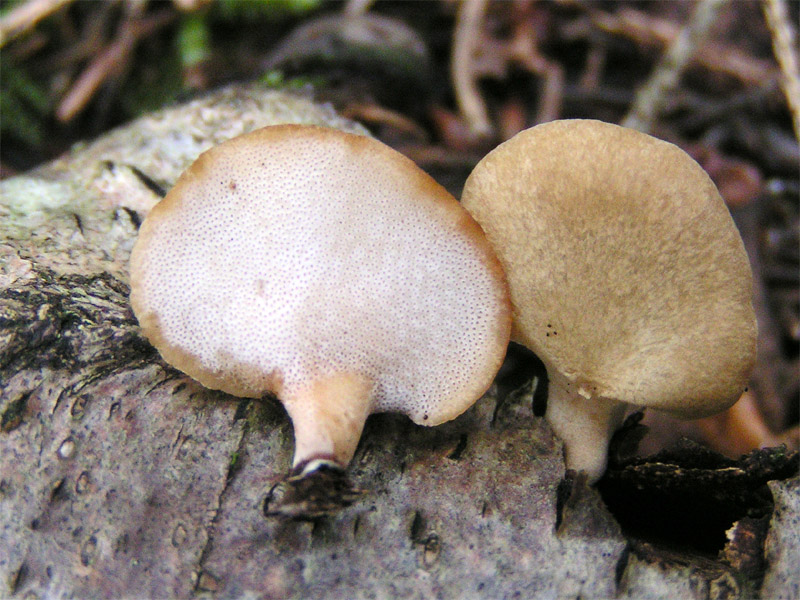
Polyporus leptocephalus sin. varius
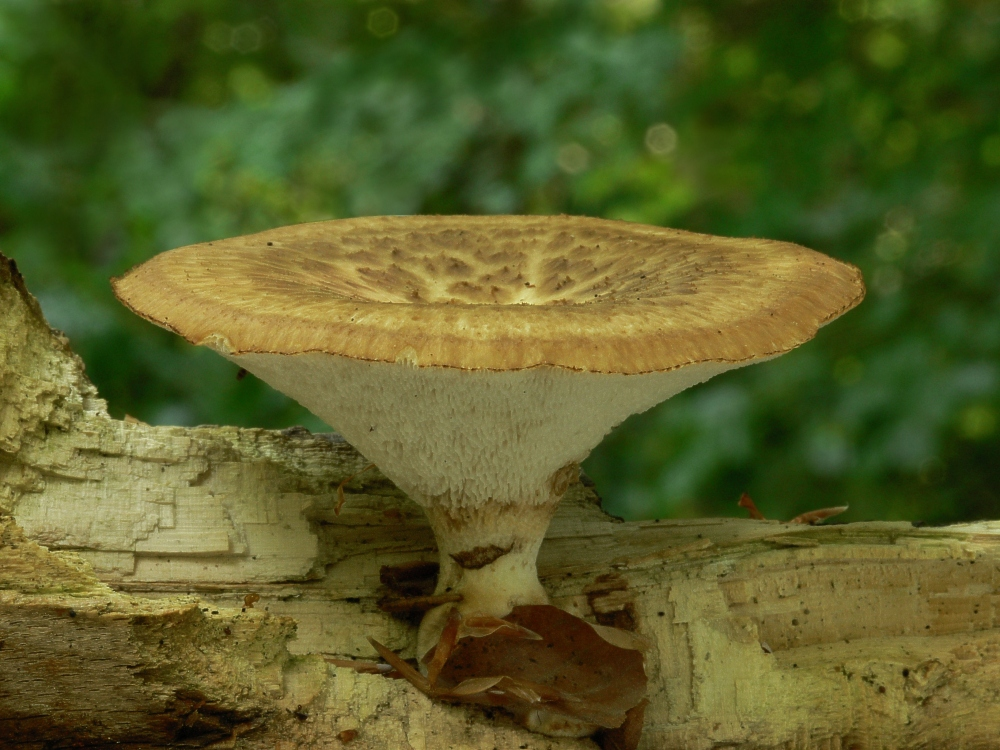
Polyporus tuberaster
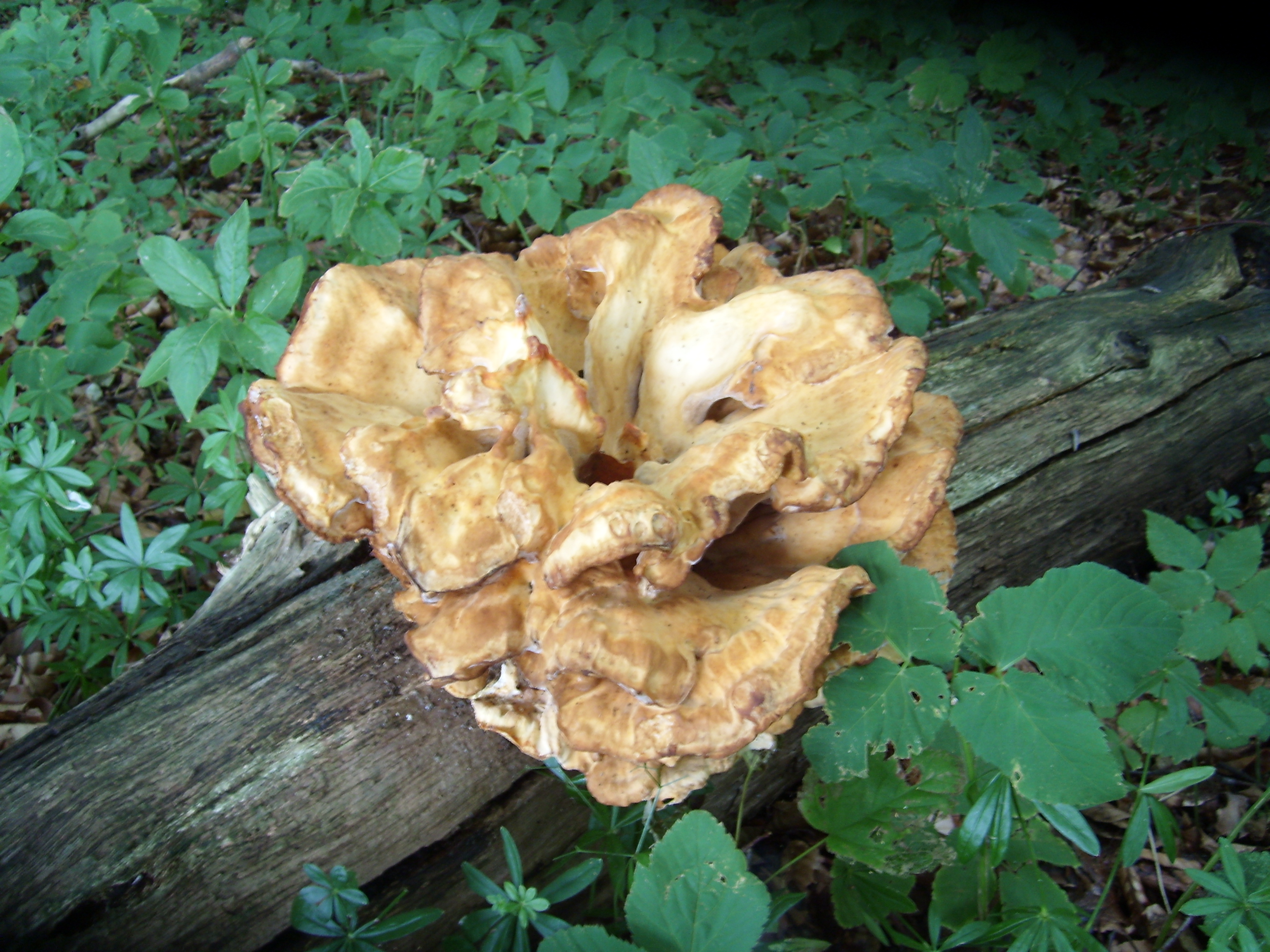
Meripilus giganteus
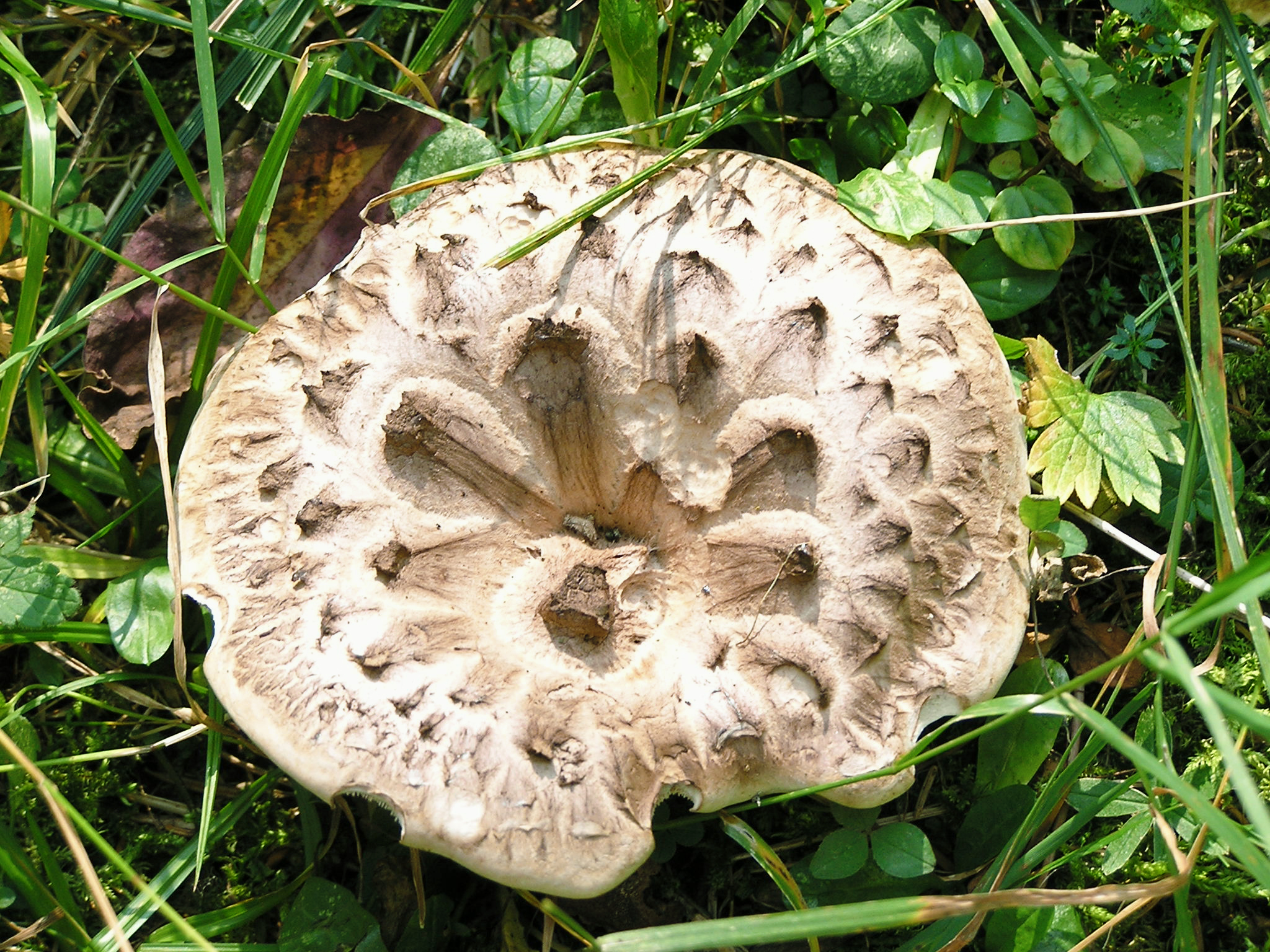
Sarcodon imbricatus

## Valorificare
Se spune adesea oară, că urechea nucului nu are o valoare culinară deosebită. Dar prăjită în unt cu usturoi și verdețuri pe o felie de franzelă sau cu slănină și o mămăliguță precum panată și pregătită ca un șnițel, este destul de gustoasă. Se poate prepara cu el și o ciorbă. Buretele nu se potrivește pentru uscat.

## Bibiliografie
- Marcel Bon: “Pareys Buch der Pilze”, Editura Kosmos, Halberstadt 2012, ISBN 978-3-440-13447-4
- Bruno Cetto vol. 1-4, 6 (vezi sus)
- Rose Marie și Sabine Maria Dähncke: „700 Pilze in Farbfotos”, Editura AT Verlag, Aarau - Stuttgart 1979 și 1980, ISBN 3-85502-0450
- Jean-Louis Lamaison & Jean-Marie Polese: „Der große Pilzatlas“, Editura Tandem Verlag GmbH, Potsdam 2012, ISBN 978-3-8427-0483-1
- J. E. și M. Lange: „BLV Bestimmungsbuch - Pilze”, Editura BLV Verlagsgesellschaft, München, Berna Viena 1977, ISBN 3-405-11568-2
- Hans E. Laux: „Der große Pilzführer, Editura Kosmos, Halberstadt 2001, ISBN 978-3-440-14530-2
- Csaba Locsmándi, Gizella Vasas: „Ghidul culegătorului de ciuperci: ciuperci comestibile și otrăvitoare”, Editura Casa, Oradea 2013
- Till E. Lohmeyer & Ute Künkele: „Pilze – bestimmen und sammeln”, Editura Parragon Books Ltd., Bath 2014, ISBN 978-1-4454-8404-4
- Meinhard Michael Moser: „ Röhrlinge und Blätterpilze - Kleine Kryptogamenflora Mitteleuropas”, ediția a 5-ea, vol. 2, Editura Gustav Fischer, Stuttgart 1978
- Marcel Pârvu: „Ghid practic de micologie”, Editura Casa Cărții de Știință, Cluj-Napoca 2007
- Gheorghe Sălăgeanu, Anișoara Sălăgeanu: „Determinator pentru recunoașterea ciupercilor comestibile, necomestibile și otrăvitoare din România”, Editura Ceres, București 1985
- Linus Zeitlmayr: „Knaurs Pilzbuch”, Editura Droemer Knaur, München-Zürich 1976, ISBN 3-426-00312-0